# Aalestrup (plaats)
Aalestrup is een plaats in Denemarken. De plaats maakt sinds 2007 deel uit van de gemeente Vesthimmerland. Eerder was het de hoofdplaats van een zelfstandige gemeente. De plaats in de regio Noord-Jutland had op 1 januari 2012 ruim 2.700 inwoners.